# Łostówka (potok)
Łostówka, Łostóweczka – potok, prawy dopływ Mszanki o długości 10,12 km i powierzchni zlewni 19,2 km².
Potok wypływa na wysokości około 757 m na zachód od Kiczorki w Beskidzie Wyspowym. Spływa początkowo w kierunku północnym, potem północno-zachodnim, następnie zatacza wielki łuk zmieniając kierunek na południowo-wschodni. Spływa głęboką doliną ograniczoną od północy stokami Ćwilina i grzbietem Czarnego Działu, od południa i południowego wschodu stokami Ostrej i Ogorzałej. Zasilany jest przez liczne potoki spływające z tych gór. Największe z nich to prawoboczny Ćwilinek i lewoboczny potok Szumne. Łostóweczka płynie przez miejscowości Wilczyce i Łostówka w województwie małopolskim, w powiecie limanowskim. W sąsiedniej miejscowości Mszana Górna na wysokości około 414 m n.p.m. uchodzi do Mszanki. Ujście to znajduje się tuż powyżej mostu przez Mszankę. Mostem tym i dalej doliną Łostówki biegnie lokalna droga z Mszany Górnej przez Łostówkę do Wilczyc.
Potok jest częściowo uregulowany hydrotechnicznie.